# Jean Chombart de Lauwe
Pour les articles homonymes, voir Chombart de Lauwe.
Jean Chombart de Lauwe (17 juillet 1909 - 22 avril 2001), membre de l'Académie d'agriculture (1955-2001), est un scientifique français (il était docteur en sciences économiques) qui a, par ses travaux sur l'agriculture familiale, contribué à diffuser et à organiser chez les agriculteurs la gestion de leur exploitation et à raisonner en véritables chefs d'entreprise.

## Biographie
À partir de 1950, il fut professeur titulaire de la chaire d'économie rurale à l'École nationale d'agriculture de Grignon. Il fut également directeur de laboratoire à l'Institut national de la Recherche agronomique, INRA. Secrétaire général de la Société Française d'Economie Rurale (SFER) dès sa création en 1948, il en deviendra Vice-président en 1960 puis Président de 1970 à 1974.
Il est le frère du sociologue Paul-Henry Chombart de Lauwe et de l'homme politique Jacques Chombart de Lauwe, dit "colonel Félix" dans la Résistance. Il est également le beau-frère de Marie-José Chombart de Lauwe, Présidente de la Fondation pour la Mémoire de la Déportation.

## Ouvrages publiés
- L'aventure agricole de la France, de 1945 à nos jours, Paris, Presses Universitaires de France, 1979,  (ISBN 978-2130361534)
- Problèmes relatifs à la coopération agricole : étude de cas en Grèce, Paris, Rapport de l'OCDE, 1964
- Nouvelle Gestion des exploitations agricoles (avec J. Poitevin et J.C. Tirel), Paris, Dunod, 1963
- Les Paysans soviétiques, Paris, Seuil, 1961, (ASIN B004S0FHD8)
- Pour une agriculture organisée : Danemark et Bretagne, préface d'Alfred Sauvy, Paris, Presses universitaires, 1949, (ASIN B0018GBED2)
- Bretagne et Pays de la Garonne. Évolution agricole comparée depuis un siècle, préface de Michel Augé-Laribé, Paris, Presses Universitaires de France/CNIE, 1946, (ASIN B0000DPIP6)
- La structure agricole de la France, éd. Paul Dupont, Paris, 1946, (ASIN B0000DMK1B)